# Festival RTP da Canção 1983
O XX Festival RTP da Canção 1983 foi o vigésimo Festival RTP da Canção e teve lugar no dia 4 de Março de 1983 no Coliseu do Porto, no Porto.
Os apresentadores foram Eládio Clímaco e Valentina Torres.

## Festival
A RTP decidiu descentralizar o Festival da Canção que até 1982 sempre se tinha realizado em Lisboa. Assim, em 1983 o Festival da Canção ruma até ao Porto e a 4 de Março o Coliseu do Porto acolhe este evento.
O canal recebeu, no total, 517 originais, e o programa foi seguido por sete milhões de pessoas. 
Os apresentadores foram Eládio Clímaco e Valentina Torres, que pisaram um palco da responsabilidade de Soares Araújo, onde a principal característica eram as luzes. O Coliseu recebeu um total de 1900 pessoas, e a Madeira e os Açores puderam assistir ao programa em direto, via satélite.
Na primeira parte estiveram as 12 canções a concurso, enquanto que na segunda parte assistiu-se à atuação da convidada especial Raffaela Carrà que veio propositadamente de Itália para este festival. Na terceira parte o júri distrital votou, que concedeu a vitória a Armando Gama e "Esta balada que te dou". Os grandes favoritos da noite eram Cândida Branca Flor & Carlos Paião com "Vinho do Porto (Vinho de Portugal)" que acabaram por se classificar em 4º lugar.
| #   | Artista                            | Canção                               | Letra (l) / Música (m)                       | Pontuação | Classificação |
| --- | ---------------------------------- | ------------------------------------ | -------------------------------------------- | --------- | ------------- |
| 1º  | Sofia                              | "Erva ruim"                          | Carlos Canelhas (m), Rita Olivaes (l)        | 9º        | 52            |
| 2º  | Sofia                              | "Terra desmedida"                    | Rita Olivaes (m & l)                         | 8º        | 80            |
| 3º  | Ana                                | "Parabéns, parabéns a você"          | Luís Jardim (m), Henrique Amoroso (l)        | 6º        | 99            |
| 4º  | Armando Gama                       | "Esta balada que te dou"             | Armando Gama (m & l)                         | 1º        | 232           |
| 5º  | Cândida Branca Flor e Carlos Paião | "Vinho do Porto (Vinho de Portugal)" | Carlos Paião (m & l)                         | 4º        | 148           |
| 6º  | Xico Jorge                         | "Mal d'amores"                       | Fernando Correia Martins (m & l)             | 11º       | 27            |
| 7º  | Herman José                        | "A cor do teu baton"                 | Tozé Brito (m), António Pinho (l)            | 2º        | 209           |
| 8º  | Jorge Fernando                     | "Rosas brancas para o meu amor"      | Jorge Fernando (m & l)                       | 7º        | 86            |
| 9º  | Helena Isabel                      | "E afinal quem és tu?"               | José Calvário (m), Nuno Gomes dos Santos (l) | 3º        | 149           |
| 10º | Broa de Mel                        | "No calor da noite"                  | Luís Duarte (m), Mário Contumélias (l)       | 10º       | 45            |
| 11º | Tessa                              | "Ave do paraíso"                     | Américo Faria (m & l)                        | 12º       | 6             |
| 12º | Alexandra                          | "Rosa flor mulher"                   | Fernando Correia Martins (m & l)             | 5º        | 143           |